# Hestreux
Hestreux (en wallon : Hestreu) est un hameau de la commune belge d'Anthisnes en province de Liège.
Avant la fusion des communes, le hameau faisait partie de la commune de tavier

## Situation
Hestreux se situe entre les villages de Limont et Villers-aux-Tours et le hameau de Lagrange. Il se trouve sur un tige du Condroz à une altitude d'environ 280 m, à 5 km au nord d'Anthisnes.

## Description
Dans un environnement de prairies et de vergers délimités par des haies vives, le hameau étire ses habitations le long de la rue "ruban" de Saint Donat qui mène à Villers-aux-Tours. Les principaux matériaux des plus anciennes constructions (souvent des fermettes) sont des moellons de calcaire ou de grès.